# Pierre Choux
Pour les articles homonymes, voir Choux.
Pierre Choux (Belley, 24 décembre 1890 - Marseille, 9 avril 1982) est un botaniste français. Il a développé une œuvre très importante sur la flore de Madagascar.
Il a été professeur de l'Institut de Botanique, à l'Université de Montpellier. Il y conserve une grande part de ses collections de specimens

## Publications

### Livres
- 1914. Études biologiques sur les Asclépiadacées de Madagascar, thèses. Ed. Protat frères imprimeurs. 264 pp.
- 1924. Les Tubercules du Panicum maximum et du Cyperus articulatus. Ed. Musée colonial, 24 pp.
- 1926. Le genre Secamone à Madagascar. Série Mémories de l'Académie malgache, Fasc. I. 2 planches. [3] + 28 pp.
- 1927. Les sapindacées de Madagascar. 118 pp.
- 1927. Les Cynanchum à feuilles de Madagascar. Ed. Facultés Donnes sciences de Marseille, Musée colonial. 74 pp.
- 1928. Observations anatomiques et microchimiques sur les graines grasses de quelques Sapotacées africaines. Ed. Musée Colonial, 43 pp.
- 1931. Sapindaceae. Ed. Impr. De G. Pitot. 14 pp.
- 1931. Asclepiadaceae. Ed. Impr. De G. Pitot. 24 pp.
- 1934. Les didiéréacées, xérophytes de Madagascar. Ed. Imprimerie G. Pitot & Ai scié. 69 pp.
- 1934. Une nouvelle asclépiadacée cactiforme Malgache. 22 pp.
- Humbert, j-h; p Choux. 1934. Alluaudiopsis fiherenensis, didiéréacée nouvelle de Madagascar.
- Choux, p. 1935. Cryptostegia grandiflora et cryptostegia Madagascariensis. Ed. Musée Colonial, 15 pp.

## Honneurs

### Eponimia
Genre
- (Sapindaceae) Chouxia Capuron[4]

Espèces
- (Asclepiadaceae) Cynanchum chouxii Liede & Meve[5]

- (Sapindaceae) Doratoxylon chouxii Capuron[4]

## Décorations
Commandeur de l'ordre des Palmes académiques (1957)